# Velká Černá (písník)
Velká Černá je název většího ze dvou písníků nalézajících se západním okraji obce Černá u Bohdanče. Písník je využíván místní organizací Přelouč Českého rybářského svazu jako rybářský revír. V jeho těsné blízkosti se nalézá písník Malá Černá. V letním období jsou písníky využívány místními občany pro koupání.

## Galerie

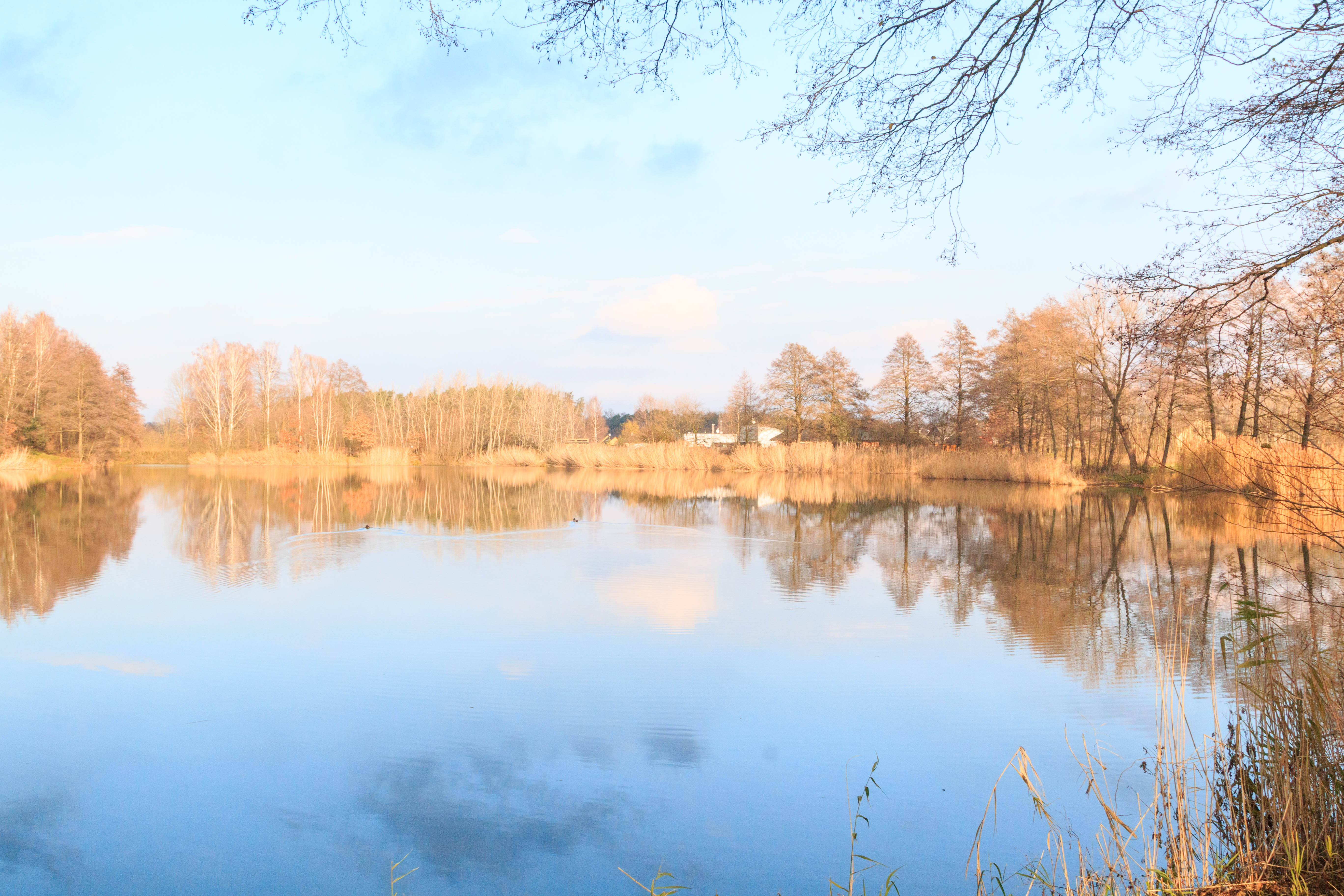
Písník Velká Černá
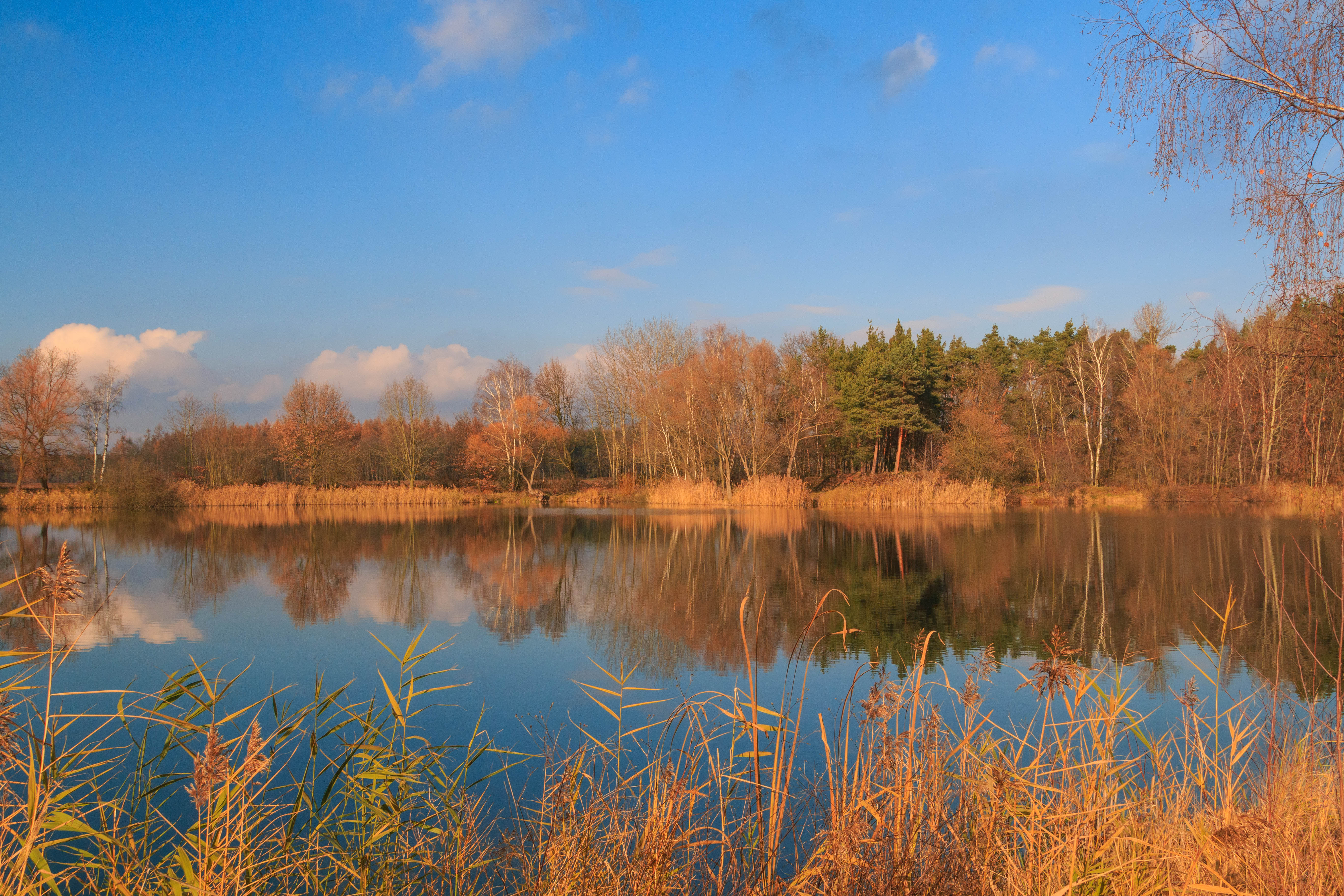
Písník Velká Černá
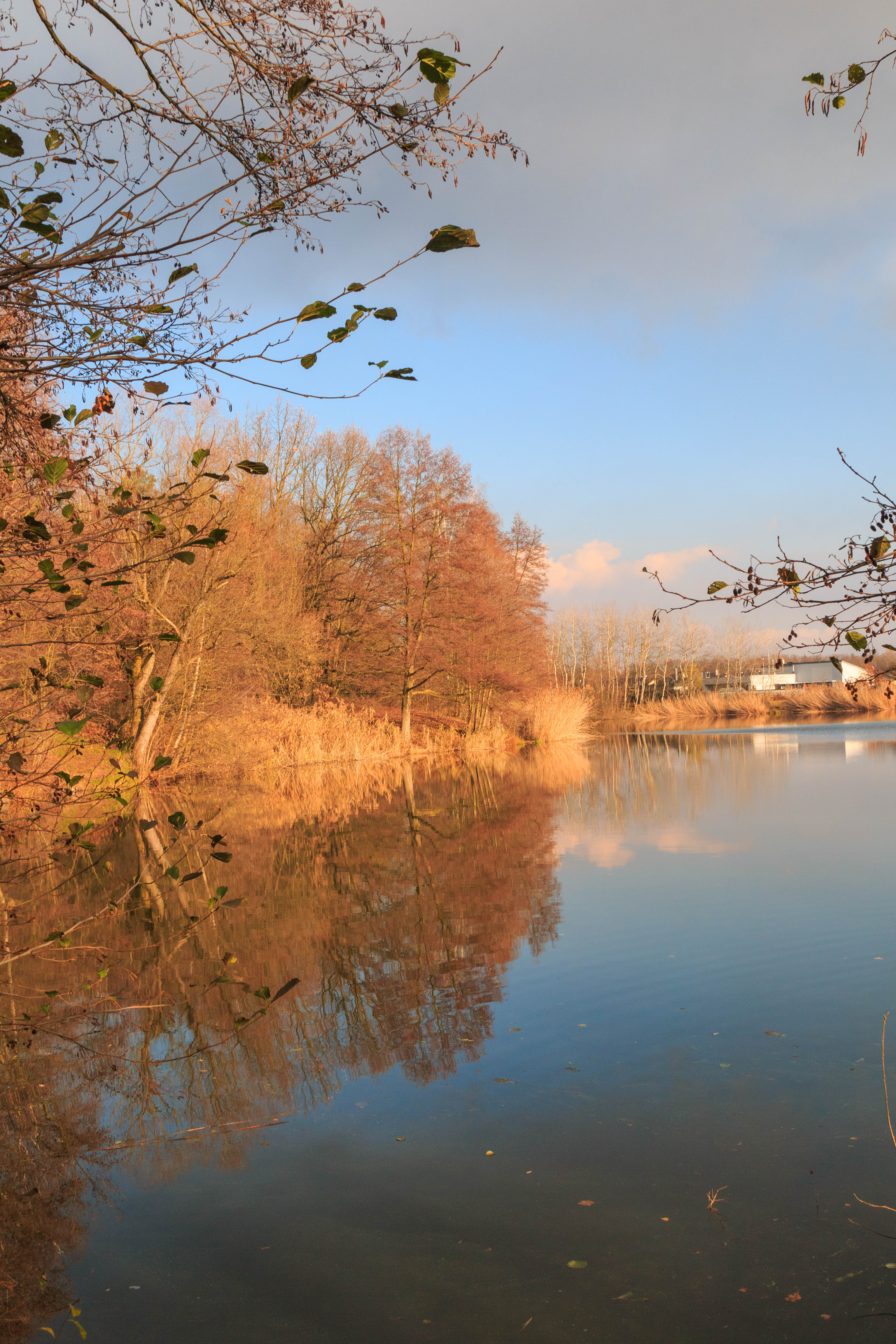
Písník Velká Černá
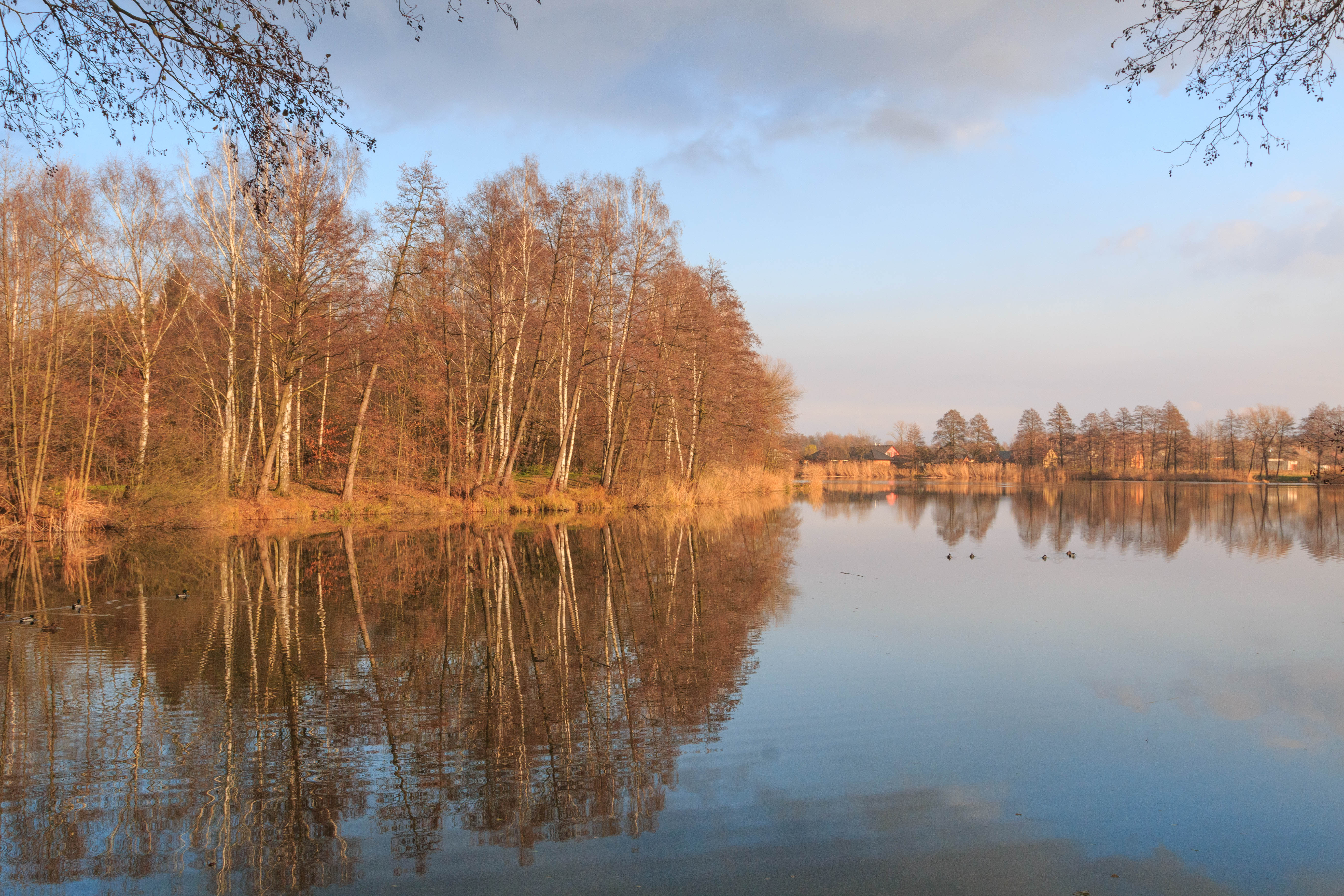
Písník Velká Černá